# Michael Kiske
Michael Kiske (* 24. ledna 1968, Hamburk) je německý hudebník a skladatel, který se nejvíce proslavil jako hlavní zpěvák německé speed/powermetalové skupiny Helloween. Po odchodu ze skupiny v roce 1993 Kiske nahrál několik sólových alb, podílel se na různých hardrockových či heavymetalových projektech jako Avantasia, Place Vendome nebo Kiske/Somerville a také spolupracoval jako zpěvák s několika kapelami. Na konci roku 2009 založil hard rock/heavy metalovou skupinu Unisonic a po 17 letech se vydal na tour. V říjnu 2017 se Kiske s Hansenem vrátili do Helloween v rámci turné jménem Pumpkins United World Tour, která pokračovala během roku 2018. Živá nahrávka skupiny Helloween pořízená během tour nazvaná United Alive,vyšla v roce 2019 a nové album Helloween s Kiskem a Hansenem bylo nahráno v roce 2021 18. června jménem Helloween.

## Biografie

### Hudební začátky
V devíti letech objevil Elvise Presleyho. Jeho sestra k narozeninám dostala jeho desku, ale předala ji Michaelovi, protože sama poslouchala jinou muziku. Deska Michaela uchvátila natolik, že se začal věnovat muzice. Ve dvanácti letech dostal od rodičů k Vánocům akustickou kytaru. Na ni vybrnkával Elvisovy klasiky. Rodiče z něj chtěli mít především pilného studenta, ne muzikanta. V pubertě začal poslouchat Iron Maiden, ve čtrnácti letech založil školní kapelu, se kterou hrál právě skladby Maidenů. V roce 1985 se spolužákem Karstenem Nagelem založil skupinu Ill Prophecy. V roce 1986 natočili pětiskladbové demo, které sice oficiálně nevyšlo, ale pár skladeb se v budoucnu objeví na deskách Kiskeho budoucí kapely Helloween.

### Helloween (1986-1993, 2017 - Současnost)

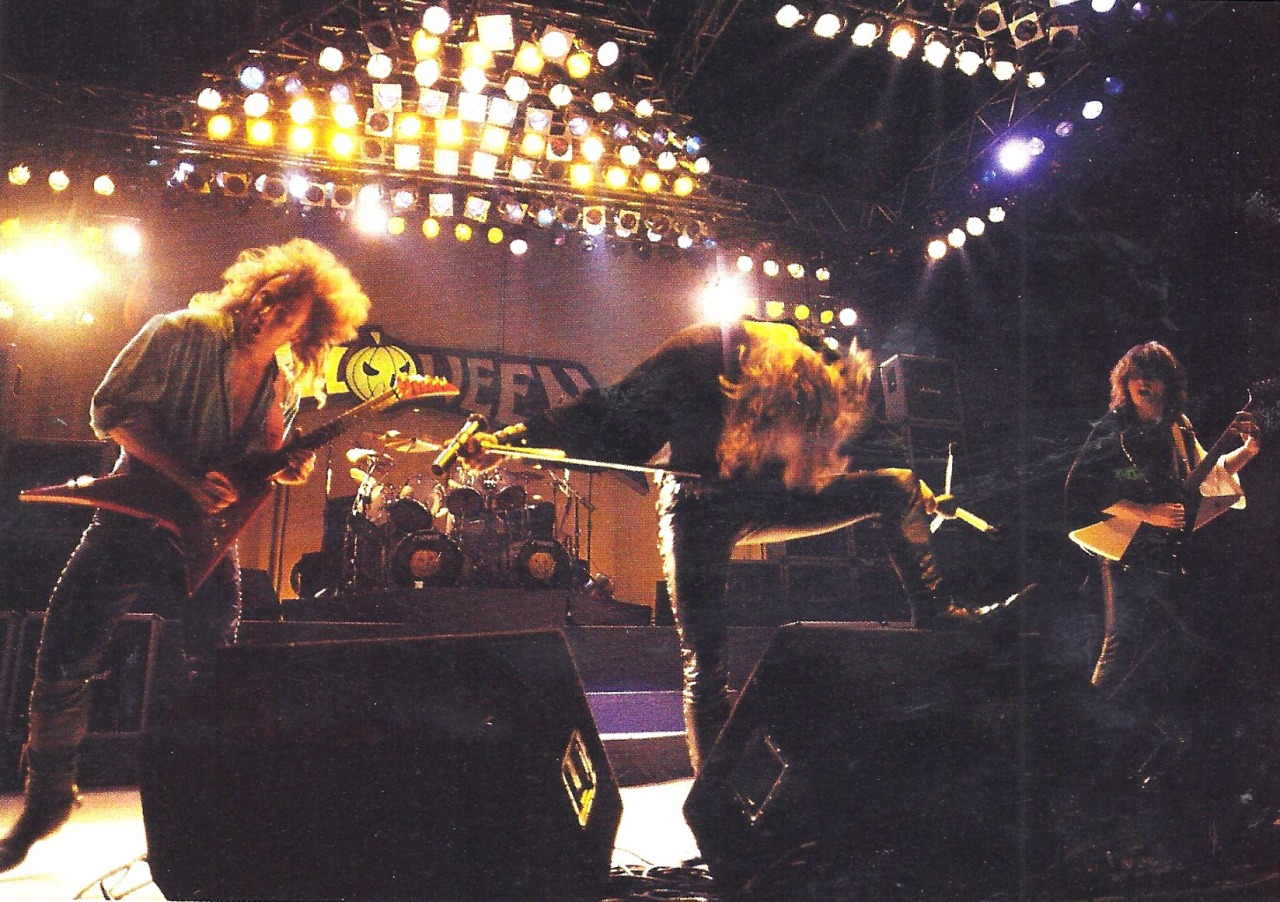
Michael Kiske s Helloween

V osmnácti letech dostal Kiske nabídku od frontmana Helloween Kaie Hansena a dalšího zakladatele Michaela Weikatha na pozici zpěváka. Hansen po albu Walls of Jericho už nadále nechtěl zpívat, chtěl se věnovat pouze kytaře. Kiskeho už dříve slyšel zpívat a o novém frontmanovi neměl pochyby. Kiske první nabídku odmítl, hudba se mu na jeho vkus zdála až moc tvrdá. Na druhou nabídku už ale kývnul, i proto, že Hansen byl ochoten přepsat skladby tak, aby Kiskemu seděly. Vzniklo z toho legendární dvojalbum s názvem Keeper of the Seven Keys, které je považováno za nejlepší album od Helloween a vůbec za jednoho z průkopníků v power metalu. První část vyšla v roce 1987. Nesla název Keeper of the Seven Keys Part I. Na tomto albu figuruje i Kiskeho starší skladba A Little Time. Album dalo kapele možnost uskutečnit světové turné a vystupovat na slavných festivalech. Rok nato vyšla druhá část „Strážců“ Keeper of The Seven Keys Part II, které je ještě úspěšnější než album první. Zazní zde dvě Kiskeho skladby – We Got The Right a You Always Walk Alone. Po vydání koncertního alba Live in the U.K. se ovšem Kai Hansen nepohodl se společností Noise Records. Navíc prosil Weikatha, aby se zkrátilo jejich turné. Weikath nesouhlasil a po osobní rozepři Hansen z kapely odešel. To naruší celý její chod a jak se Kiske v budoucnu nechal slyšet, následující 4 roky byly noční můrou. V kapele už skoro nic nefungovalo, na místo Hansena přišel Roland Grapow ze skupiny Rampage. Po změně nahrávací společnosti vydala kapela v roce 1991 album Pink Bubbles Go Ape. Na albu se objevují Kiskeho skladby Kids Of The Century, Goin' Home nebo Your Turn. V roce 1993 vyšlo album Chameleon, které ovšem fanoušky nebylo přijato kladně. Kiske zde byl plodným autorem, napsal 4 skladby – When The Sinner, In The Night, I Believe, Longing. Kiskeho smýšlení je úplně rozdílné od ostatních členů. Po těchto dvou albech kapela ztratila úspěch, což se samozřejmě nelíbilo nahrávací společnosti. Navíc se kapela rozdělila na dva tábory. Michael Kiske spolu s Ingem Schwichtenbergem a Michael Weikath s Rolandem Grapowem. Markus Grosskopf stál uprostřed a snažil se usmířit tyto dva tábory. Stejně jako Hansen, i Kiske měl osobní a hudební rozepře s Weikathem. V roce 1993 byla situace natolik vyhrocená, že byl Kiske z kapely vyhozen. Záhy byl oficiálně z kapely vyhozen i Ingo, kterého kapela v podstatě vyhodila rok před tím, oficiálně byl ale vyhozen ve stejný měsíc jako Kiske. Hlavně kvůli drogové a alkoholové závislosti, se kterou nebyl schopný bojovat, přestože mu Hansen po vyhazovu z Helloween nabídl pomocnou ruku. V roce 1995 spáchal sebevraždu skokem pod vlak. Kiske byl nahrazen Andim Derisem a nešťastně tak skončila jeho éra v kapele, ve které se proslavil a ve které si ho zřejmě nejvíce ztotožňujeme.
O Kiskem se mluvilo jako o nástupci Bruce Dickinsona v Iron Maiden, ale byly to jen čiré spekulace, navíc Kiske jakékoliv zmínky o něm, jakožto frontmanovi Iron Maiden, razantně odmítal.
V roce 2016 ovšem Kiske překvapil a potěšil všechny fanoušky i odpůrce, když oznámil, že se vrátí na pódia jako člen „Dýní“ a absolvuje koncert společně se všemi bývalými i současnými členy, kromě Rolanda Grapowa, který podle jeho slov nabídku ani nedostal. Reunion dostal název Pumpkins United a od října 2017 objíždí svět se svou tříhodinovou show pojmenovanou Pumpkins United World Tour, kde zazní všechny pecky od Helloween, převážně z éry Keeperů. Uskupení těsně před začátkem turné vydalo singl Pumpkins United a na rok 2020 plánují vydat společné album.

### Sólová kariéra(1996–2008)

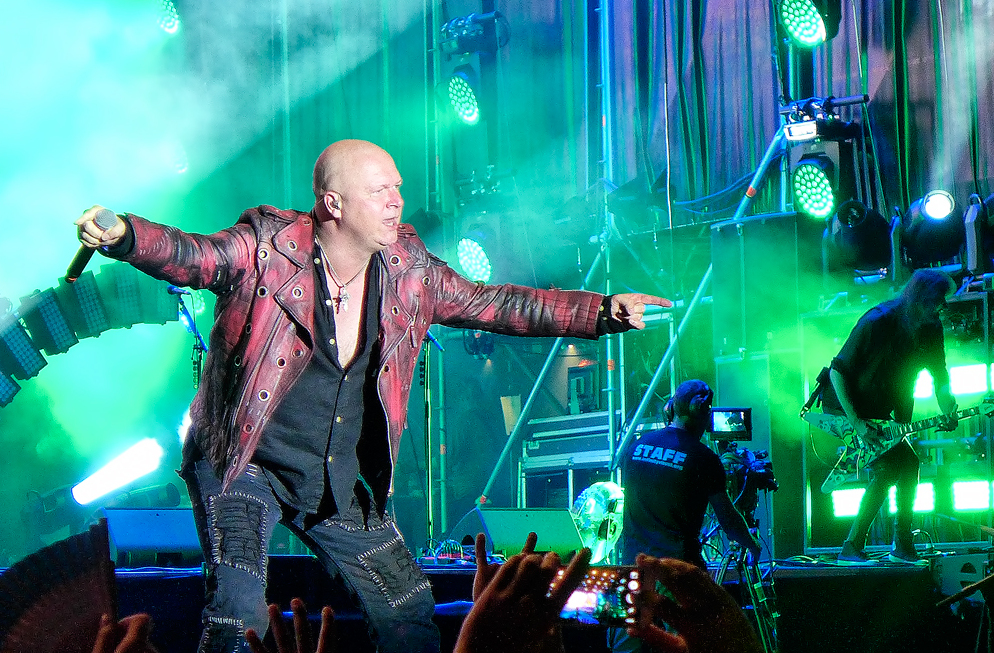
Michael Kiske živě s Pumpkins United

16. srpna 1996 vydal své první sólové album Instant Clarity. Kiske si zde vybral několik slavných spolupracovníků, jako je Adrian Smith z Iron Maiden, Kai Hansen z Gamma Ray nebo Ciriaco Taraxes. Kiske do alba zahrnul skladby mnoha stylů. Sám prozradil, že toto album nemělo uspokojit očekávání fanoušků, ale jeho samotného. Deska vyšla u japonského vydavatele Victor.
V roce 2006 vyšlo album znovu, tentokráte s doplňkovými čtyřmi skladbami. Album jako takové moc velký ohlas nemělo, byť zde najdeme plno zajímavých skladeb. Skladba Always i s videoklipem zasazeným do New Yorku byla věnována na památku Inga Schwichtenberga. Asi nejúspěšnější skladba z alba je New Horizons. Ve stejném roce napsal Kiske knihu „Kunst Und Materialismus“, která je bohužel dostupná pouze v němčině.
7. dubna 1999 Kiske vydal své druhé sólové album Readiness to Sacrifice. Album vyšlo v Japonsku a Jižní Koreji, v Evropě ovšem až v roce 2001. Deska byla hodnocena ještě hůře než Instant Clarity. Kiske se úplně odklonil od metalových kořenů, album obsahuje i dvě symfonické skladby. Michael chtěl zkrátka skládat muziku podle svého. Je pro něj důležité, aby jej vlastní muzika nadchla. Když ho nenadchne, raději ji nesloží, nedá do ni totiž vše.
V roce 2002 založil rockovou skupinu SupaRed. V lednu 2003 vydali stejnojmenné album. Skladby měly nádech moderního rocku a strukturu odlišnou od Kiskeho sólových alb. Kapela měla uspořádat turné, ale Michael měl v té době zdravotní komplikace a turné se nakonec neuskutečnilo. Deska moc úspěšná nebyla a SupaRed se záhy rozpadl.
Roku 2006 vydal Michael svou třetí sólovou desku s názvem Kiske. Toto album bylo úplně jiné. Skladby měly akustický nádech. Podle jeho slov je na album hrdý, je to „volné“ album, které je vyjádřením jeho pocitů a názorů.
Jeho zatím poslední sólová deska se datuje do roku 2008, kdy vydal album Past in Different Ways. Deska obsahuje jeho staré skladby z dob Helloweenů předělané do akustického kabátu a jednu novou skladbu. Podle Kiskeho je na jednu stranu album důkazem, že neodmítl svou minulost jen proto, že už je jiný člověk, a na stranu druhou může poskytnout lidem, kteří byli součástí oné minulosti, jiný pohled na skladby.

### Place Vendome(2005–2017)
V roce 2005 se Kiske připojil k projektu zakladatele hudebního vydavatelství Frontier Records Serafina Perugina s názvem Place Vendome. Na tomto projektu se podíleli i Dennis Ward (který byl zároveň baskytarista, producent a skladatel), Kosta Zafiriou (bicí) a Uwe Reitenauer (kytara) z Pink Cream 69 a Gunther Werno (klávesy) z Vanden Plas. Stejnojmenné debutní album Place Vendome byla směs melodické hard rocku a AOR (srovnatelné s kapelami jako Journey nebo Foreigner).
V roce 2009 vyšlo druhé album Streets of Fire. Ke skladbě Guardian Angel vznikl i videoklip. Jedná se o první videoklip od roku 1996, který Michael natočil. Skladatelé v tomto albu byli Magnus Karlsson z Primal Fear, Torsti Spoof z Leverage, Ronnie Milianowicz ze Saint Daemon a Robert Sall z Work of Art.
Třetí album Thunder in the Distance vyšlo v roce 2013. Skladba Talk To Me dostala i videoklip. Textařsky se na něm podíleli Alessandro Del Vecchio (Hardline), Timo Tolkki (ex-Stratovarius), Brett Jones, Tommy Denander (Radioactive), Magnus Karlsson (Primal Fear), Sören Kronqvist (Sunstorm), Roberto Tiranti a Andrea Cantarelli (Labyrinth). 
Zatím poslední album projektu Place Vendome se datuje do roku 2017. Album Close to the Sun bylo také první, kde se na kytarových sólech podíleli různí hosté. Například Kai Hansen (Gamma Ray, Unisonic), Gus G (Firewind, Ozzy Osbourne), Alfred Koffler (Pink Cream 69), Mandy Meyer (Unisonic, Krokus), Simone Mularoni, Michal Klein nebo Magnus Karlsson. Početná byla i skupina skladatelů. Magnus Karlsson, Alessandro Del Vecchio, Jani Liimatainen (Cain's Offering, ex-Sonata Arctica), Olaf Thorsen (Vision Divine, Labyrinth), Fabio Lione (Vision Divine, Angra, ex-Rhapsody of Fire), Simone Mularoni (DGM), Aldo Lonobile (Secret Sphere) and Mike Palace.

### Kiske/Somerville(2009–2015)
24. září 2010 vydává Frontier Records album Kiske/Somerville. Jak už z názvu vypovídá, Michael Kiske začal spolupracovat s americkou zpěvačkou Amandou Somerville. Oba dva nahráli videoklipy ke goticko-symfonické skladbě Silence a skladbě If I Had A Wish. Na projektu opět spolupracoval Magnus Karlsson, k němu se nově přidali Mat Sinner, Sander Gommans, Martin Schmidt a Jimmy Kresic.
Druhé album nazvané City of Heroes bylo vydáno 17. dubna 2015. Matt Sinner a Jacob Hansen se ujali produkce, zatímco hudební doprovod poskytli Magnus Karlsson, Matt Sinner a česká bubenice Veronika Lukešová. Ke skladbám City of Heroes a Walk on Water byly natočeny videoklipy.

### Avantasia(od roku 2000)

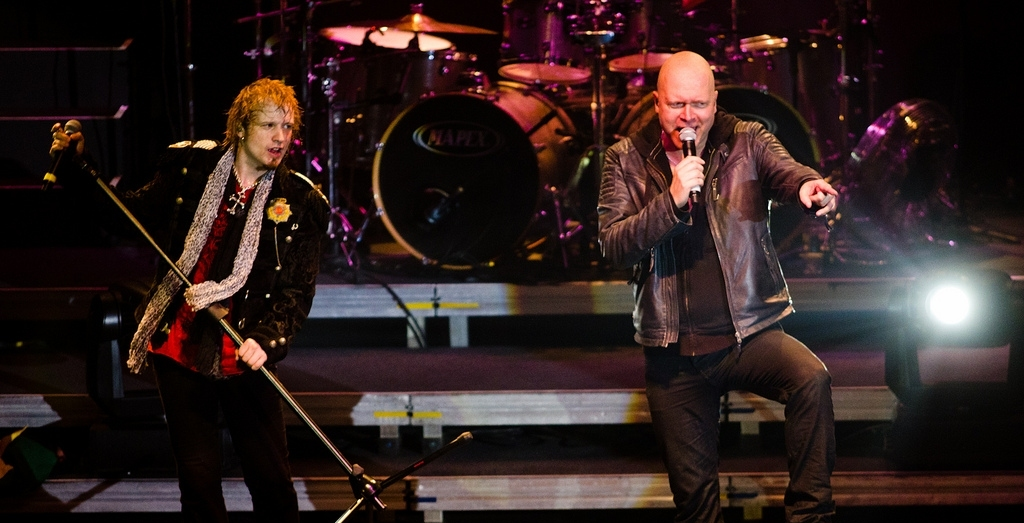
Michael Kiske (vpravo) s Tobiasem Sammetem

V roce 2000 tvořil Tobias Sammet metalovou operu Avantasia. Přizval ke spolupráci i Michaela. Ten měl mít roli Lugaida Vandroiye. Kiske souhlasil pod podmínkou, že ho Tobias uvede pod přezdívkou Ernie. Důvod byl ten, že v té době Michael už nadále nechtěl být spojován s heavy metalem, hlavně kvůli trpké zkušenosti z Helloween. V prvním albu The Metal Opera tomu tak skutečně bylo, ovšem ve druhém albu The Metal Opera Part II už bylo uvedeno jeho skutečné jméno. Michael v příběhu opery dostal hlavní roli a ve dvojalbu se objevil hned v sedmi skladbách – Reach Out for the Light, Farewell, Avantasia, Breaking Away, The Tower, The Seven Angels a No Return. Michael po pár letech uvedl, že kdyby nebylo Tobiho, možná by se ani nevrátil, takže z velké části vděčí právě jemu. Tobiasovi se zase splnil dětský sen, Michael je jeho velký vzor a v podstatě on ho inspiroval ke zpívání a muzice.
V průběhu roku 2007 se objevil ve dvou skladbách Promised Land a Lost in Space [Extended Version], které byly nahrané pro kompilační album Lost in Space Part I & Part II.
V albu The Scarecrow z roku 2008 si Michael zazpíval ve skladbě Shelter From The Rain a ve skladbě What Kind of Love poskytl doprovodné vokály.
Během roku 2010 vyšla dvě alba The Wicked Symphony a Angel of Babylon, kde se Kiske objevil ve skladbách Wastelands, Runaway Train a Stargazers. V listopadu a prosinci se zúčastnil turné The Metal Opera Comes to Town Tour, kde vystoupil společně se Sammetem, Hansenem, Jornem Lande, Bobem Catleym, Amandou Somerville, Saschou Paethem a Oliverem Hartmannem.
6. srpna 2011 Michael vystoupil společně s Avantasií na festivalu Wacken, vystoupení na stejném festivalu si zopakoval 2. srpna 2014.
Na albu z roku 2013 The Mystery of Time zpívá ve skladbách Where Clock Hands Freeze, Savior in the Clockwork a Dweller in a Dream. Další koncertní šňůru, nazvanou The Mystery World Tour absolvoval od dubna do srpna. Tour zahrnovala 10 festivalových vystoupeních a téměř tříhodinový koncert v Jižní Americe, Japonsku, Rusku a Evropě.
V roce 2016 vyšlo zatím poslední album Ghostlights, Michael zde zpívá ve skladbě Ghostlights, Unchain The Light a v bonusové skladbě Wake Up To The Moon. K tomuto albu vznikla zatím největší koncertní šňůra, nazvaná Ghostlights World Tour, která měla na programu více než 40 koncertů v Evropě, Severní a Jižní Americe, Kanadě, Rusku, Japonsku a Skandinávii. Tour probíhala od března do srpna.

### Unisonic(od roku 2009)

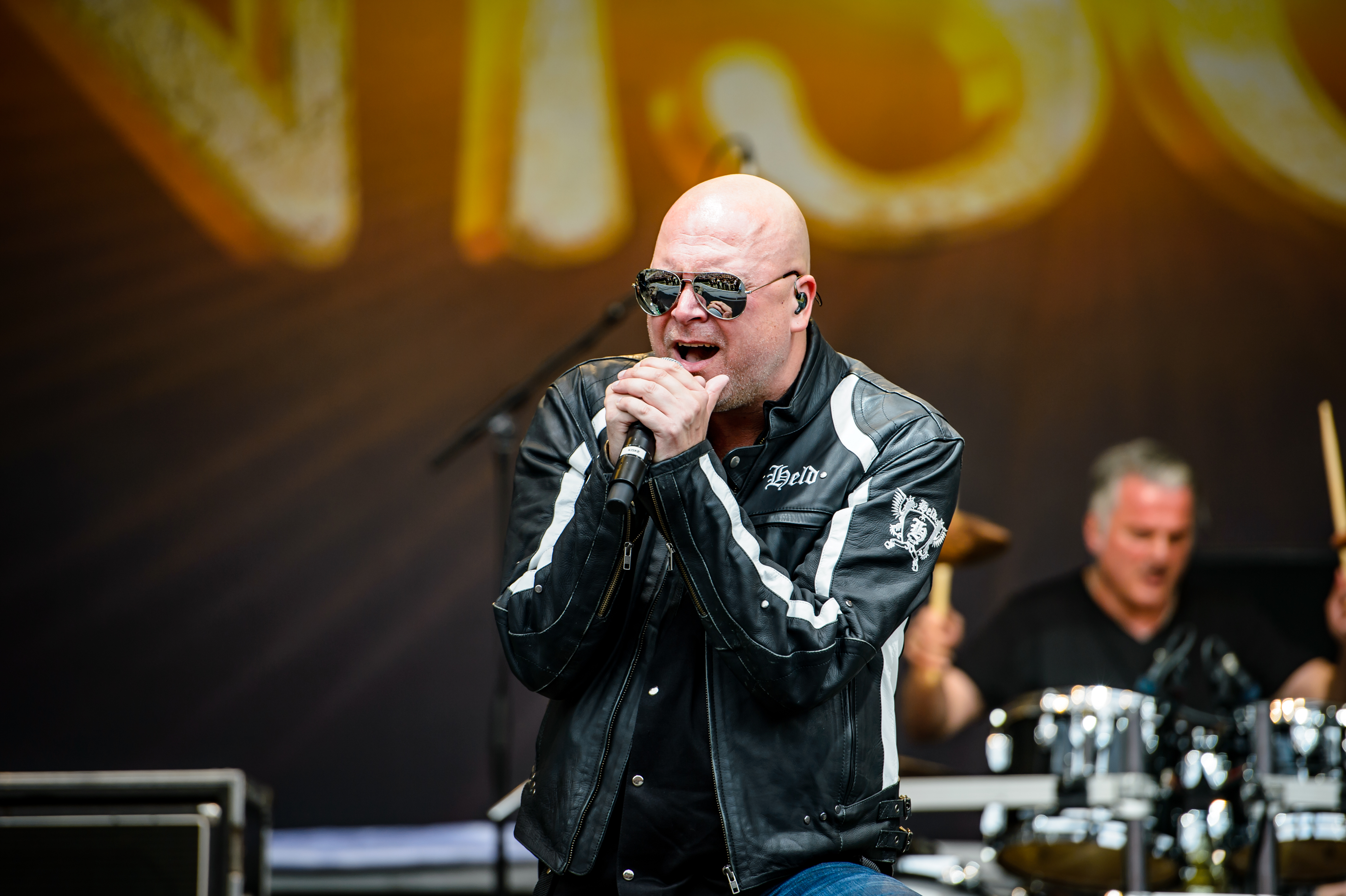
Michael Kiske živě s Unisonic

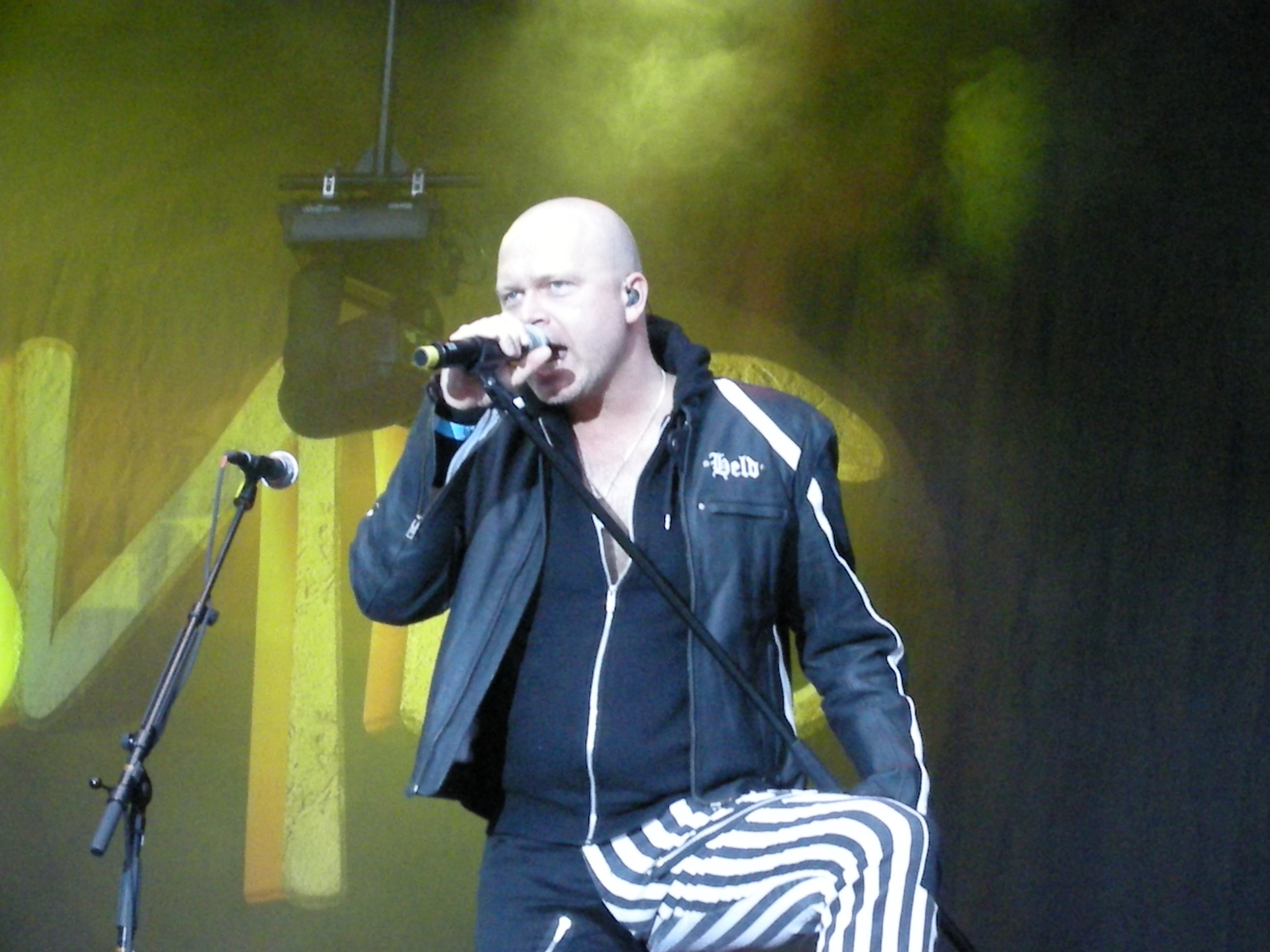
Michael Kiske na festivalu ve Švédsku

10. listopadu 2009 Michael oficiálně založil skupinu Unisonic, společně s Dennisem Wardem, Kostem Zafiriou a Mandy Meyerem. V červnu roku 2010 pořádali malé rozehřívací koncerty po Německu, kde hráli pouze jednu Unisonic skladbu (kterou navíc Michael zpíval s papírem v ruce, protože ještě neuměl text), jinak většinu repertoáru tvořila Michaelova tvorba a tvorba Dennise Warda z Place Vendome. Byly to první koncerty pro Michaela po 17 letech absence. První velký koncert přišel s festivalem Sweden Rock (Michaelův první velký koncert po návratu) a Masters of Rock ve Vizovicích. Michael obyčejně nebývá nervózní, ale sám přiznal, že nervózní byl poměrně dost, přece jen 17 let nevystupování se na člověku podepíše. Ovšem Michael byl ve velké formě a vyslal jasný vzkaz fanouškům i kritikům, že král je zpět. Michael měl ovšem pocit, že kapele něco chybí. A tak se v březnu 2011 připojil ke kapele Kai Hansen. Podle Kiskeho to byl poslední článek, který jim chyběl. 15. října 2011 vystoupili i s Hansenem v Loud Parku v Japonsku.
Kapela skrze nahrávací společnost EarMusic vydala EP Ignition společně s videoklipem ke skladbě Unisonic v lednu 2012. 30. března 2012 vydali své první stejnojmenné album Unisonic. Album získávalo nejvyšší příčky v hitparádách ve Finsku, Švédsku, Japonsku a Německu.
Na první světové turné vyjeli chlapci z Unisonic v květnu 2012. Vystoupili v Jižní Americe a na různých evropských festivalech – Masters of Rock, Hellfest, Rock Hard Festival, Gods of Metal a další. Druhá část turné probíhala v Japonsku, Tchaj-wanu, Koreji, Rusku, Španělsku a Německu.
Druhé EP, For the Kingdom, vyšlo v květnu roku 2014, o měsíc později vyšel videoklip ke skladbě Exceptional. 1. srpna vyšlo druhé album Light of Dawn. I druhé album bylo přijato velmi kladně v hitparádách v Česku, Finsku, Švýcarsku, Německu a Japonsku.
Kapela uspořádala turné po letních festivalech, hráli opět na Masters of Rock, Leyendas del Rock, Moscow Metal Meeting, Bang Your Head, Skogsröjet a Rock pod Kameňom. Následovalo turné po Japonsku a Evropě společně s kapelou Edguy. Poslední vystoupení přišlo v prosinci na Knock Out Festival.
5. srpna 2016 kapela poprvé vystoupila na Wacken Open Air Festival. Vystoupení bylo nahráno a 21. července 2017 vyšlo pod názvem Live in Wacken.

### Spolupráce a hostující vystoupení
Kiske spolupracoval nebo hostoval u mnoha projektů nebo alb různých kapel. V roce 1995 se objevil ve skladbách Time to Break Free a Land of the Free ve stejnojmenném albu od Gamma Ray.
V roce 2002 se objevil na sólovém albu Tima Tolkkiho (kytarista Stratovarius) Hymn to Life, konkrétně ve skladbě Key to the Universe.
V roce 2003 si střihl duet s Jornem Lande z Masterplanu ve skladbě Heroes, která se objevila v albu Masterplan.
V roce 2004 se chopil role „Vypravěče“ v metalové opeře Days of Rising Doom od kapely Aina. Objevil se ve skladbách Revelations, Silver Maiden, Serendipity a Restoration. V tom stejném roce zpíval duet se zpěvačkou kapely Thalion ve skladbě The Encounter na jejich debutním albu Another Sun.
V roce 2005 byl Kiske host na heavy metalovém albu Execution od kapely Tribuzy, kde si střihl duet ve skladbě Absolution. Díky této účastí hostoval ve skladbě Judas at the Opera v EP Superheroes od kapely Edguy.
Následoval další duet. V roce 2007 si jej střihl společně se zpěvačkou kapely Indigo Dying ve skladbě Breathe in Water na jejich debutním stejnojmenném albu.
V roce 2008 odešel ze Stratovarius Timo Tolkki a zformoval kapelu Revolution Renaissance. Kiske byl na debutním albu New Era hlavním zpěvákem a zpíval ve skladbách Revolution Reinassance, I Did It My Way, Last Night on Earth, Keep The Flame Alive a Angel.
V roce 2009 hostoval na albu Tin Soldiers od Trick or Treat. Zpíval všechny vokály ve skladbě Hello Moon a dodatečné vokály v Tears Against Your Smile.
Roku 2010 působil opět jako host u Gamma Ray v jejich albu To the Metal!, ve skladbě All You Need To Know.
A pro změnu opět Gamma Ray. V roce 2011 se Kiske zúčastnil jejich koncertu v Prattelnu (Švýcarsko). Celý koncert byl vydán na CD a DVD pod jménem Skeletons & Majesties Live. Michael zpívá ve skladbách Time To Break Free, A While in Dreamland a Future World.
V roce 2012 zpíval skladbu The Ethereal Dream (Reprise) na albu 34613 od projektu Tomorrow’s Outlook.
Během roku 2013 se účastnil metalové opery od Tima Tolkkiho a jeho projektu Avalon. Michael zpíval ve skladbě The Land of New Hope ve stejnojmenném debutním albu. Ve stejném roce si střihl další duet, tentokrát ve skladbě Fly od skupiny Infinita Symphonia. Během prosince byl součástí Christmas Metal Symphony 2013 Tour, kde vystoupil společně s Udem Dirkschneiderem, Chuckem Billym, Joacim Cansem, Floor Jansen, Joeym Belladonnou a symfonickým orchestrem.
V roce 2014 následoval další duet ve skladbě Black And White Forever od skupiny Starchild na jejich stejnojmenném albu.
V roce 2015 hostoval v úvodní skladbě skupiny Wolfpakk v albu Rise of the Animal. V srpnu téhož roku byl jako speciální host v projektu Rock Meets Classic (Mat Sinner a Český národní symfonický orchestr). Vystupovali na Rock of Ages Festival a na Wackenu. 19. září vystoupil s kapelou Noturnall na festivalu Rock in Rio.
V roce 2016 byl jako hostující zpěvák na albu Hansen & Friends XXX: 30 Years of Metal. Společně vystoupili na Wackenu. Vystoupení bylo opět natočeno a vydáno 23. června 2017 pod názvem Hansen & Friends Thank You Wacken. Ve stejném roce nazpíval duet se švédskou zpěvačkou Ainou Löwenmark ve skladbě Halleluja, která se objevila na její desce Human. Na této skladbě spolupracoval s bývalými členy SupaRed – kytaristou Sandrem Giampietrem a bubeníkem Jürgenem Spiegelem.

## Styl zpěvu
Kiske je považován za jednoho z nejlepších zpěváku v heavy metalu. Jeho čistý tenor uchvacuje fanoušky už přes 30 let. Je s podivem, že i v 50 letech dokáže zpívat extrémně vysoké tóny (A5) a nízké tóny (E2). Kiske používá ve výškách i v hloubkách vibrato, které je u něj charakteristické.  Mnoho zpěváků potvrdilo, že Kiske byl jejich největší inspirací a vzor. Michael považuje své hlasivky za „šéfa.“ Pokud není podle jeho slov v psychické pohodě, není schopen zpívat. Přiznává, že s narůstajícím věkem se musí o hlas lépe starat, musí dbát i na správnou techniku a dýchání, což v mládí až tolik nedělal. Kiske je důkaz přirozeného talentu. Z hrudního tónu do falzetu (hlavový tón) přechází naprosto přirozeně. Sám ale falzet nevyhledává, v nízkých polohách je podle jeho názoru lepší. Během turné je náchylný na virózy, které jeho hlasivky špatně snáší. Stalo se mu to například při turné s Avantasií nebo s Helloween, na hlasivky proto doporučuje teplou vodu s medem nebo řepíkový čaj.

## Ocenění
- 5. nejoblíbenější zpěvák podle čtenářů japonského magazínu Burrn! z dubna 2012. [5]

- Nejlepší zpěvák roku 2012 podle časopisu Burrn!

- 18. nejlepší rockový a metalový zpěvák všech dob ve čtenářském hlasování německého časopisu Metal Hammer z června 2013

## Diskografie

### Sólová alba
- Instant Clarity (1996)
  - Always(EP) (1996)
  - The Calling (1996)
- Readinnes to Sacrifice (1999)
- Kiske (2006)
- Past in Different Ways (2008)

### Helloween
- Keeper of the Seven Keys Part 1 (1987)
- Keeper of the Seven Keys Part 2 (1988)
- Live in the UK (1989)
- Pink Bubbles Go Ape (1991)
- Chameleon (1993)
- Pumpkins United - Single (2017)
- Helloween (2021)

### Avantasia
- Avantasia (Single) (2001)
- The Metal Opera (2001)
- The Metal Opera Part II (2002)
- Lost in Space Part II (EP) (2007)
- Lost in Space Part I & II (2008)
- The Scarecrow (2008)
- The Wicked Symphony & Angel of Babylon (2010)
- The Mystery of Time (2013)
- Ghostlights (2016)

### SupaRed
- SupaRed (2003)

### Place Vendome
- Place Vendome (2005)
- Streets of Fire (2009)
- Thunder in the Distance (2013)
- Close to the Sun (2017)

### Kiske/Somerville
- Kiske/Somerville (2010)
- City of Heroes (2015)

### Unisonic
- Ignition (2012, EP)
- Unisonic (2012)
- For the Kingdom (2014, EP)
- Light of Dawn (2014)
- Live in Wacken (2017; Live Album)

### Hostování a spolupráce
- Gamma Ray – Land of the Free (1995)
- Timo Tolkki – Hymn to Life (2002)
- Masterplan – Masterplan (2003)
- Aina – Days of Rising Doom (2003)
- Thalion – Another Sun (2004)
- Tribuzy – Execution (2005)
- Edguy – Superheroes (2005)
- Helloween – Keeper of the Seven Keys: The Legacy (2005)(sampled)
- Indigo Dying – Indigo Dying (2007)
- Revolution Renaissance – New Era (2008)
- Trick or Treat – Tin Soldiers (2009)
- Gamma Ray – To the Metal! (2010)
- Various Artists - Help! for Japan (2012)
- Gamma Ray – Skeletons & Majesties Live (2012)
- Tomorrow's Outlook - 34613 (2012)
- Timo Tolkki's Avalon – The Land of New Hope (2013)
- Infinita Symphonia – Infinita Symphonia (2013)
- Starchild - Starchild (2014)
- Wolfpakk – Rise of the Animal (2015)
- Aino Löwenmark – Human (2016)
- Hansen & Friends - XXX : 30 Years of Metal (2016)
- Hansen & Friends - Thank You Wacken (2017)
- Michael Schenker Group - Universal (2022)
- Timo Tolkki - Renaissance Acoustica (2023)